# 2022年斯里蘭卡示威
2022年斯里蘭卡示威是一連串反對總統戈塔巴雅·拉贾帕克萨和該國經濟危機的示威活動。示威者不滿政府對經濟管理不善並引發嚴重通貨膨脹、停電和燃料及必需品短缺，而爆發經濟危機，並要求由拉賈帕克薩家族管理的政府立即辭職下台。大多數示威者為無黨籍，而且有些人亦對反對派不滿。
示威者針對拉賈帕克薩家族成員和政府政客。斯里蘭卡政府則使用威權鎮壓示威，包括頒布緊急狀態，允許軍隊逮捕平民、實施宵禁、限制Facebook、Twitter、WhatsApp、Instagram、Viber和YouTube等社交媒體、襲擊示威者和記者以及逮捕網絡活動家。這些措施導致政府的不受歡迎程度進一步增加，海外斯里蘭卡僑民開始示威反對斯里蘭卡政府壓制基本人權。社交媒體封鎖也適得其反，斯里蘭卡人使用VPN，使得#GoHomeRajapaks、#GoHomeGota等主題標籤在美國、新加坡和德國等國家流行，封鎖在同日被解除。此外，斯里蘭卡人權委員會譴責了這些行為，並傳喚了負責阻止和虐待示威者的官員。

## 事件過程
2022年4月1日，數百名示威者包圍總統府，對著維安部隊不斷叫囂，並縱火焚燒軍用巴士，至少1人受到重傷。不遠處亦有另一群民眾舉牌抗議，抗議政府應對危機不力，其日用品不足，致其生活艱苦。
4月3日，除總理拉賈帕克薩外，第二屆拉賈帕克薩內閣的26名閣員全部集體辭職。但有批評指此舉純屬做秀，因為他們並未遵守遵隨憲法協議辭職，而且當中數人隨即在第二天在不同部門復職。
4月15日，成千上萬的人在拉賈帕克薩辦公室外連續第七天抗議，要求他因該國 2200 萬居民遭受的經濟困難而辭職。
4月19日，民眾在中部城鎮拉姆布卡納上街抗議燃料費上漲，期間遭警方開槍驅散。當地醫院指事件造成1死12傷，警方則指示威者霸佔鐵路路軌，未有聽從指示離開，因此開火驅散。事後，總統戈塔巴雅·拉賈帕克薩表示，他對上述事件「深感悲痛」，並敦促「所有公民在抗議時不要使用暴力」。
4月20日，總統戈塔巴雅·拉賈帕克薩表示，斯里蘭卡警方將對與示威者的衝突展開「公正和透明」的調查。公共安全部長普拉桑納·拉納通加表示，警方一直很有耐心，但需要使用最少的武力來阻止抗議活動升級為重大暴力事件。反對黨領袖薩茲·普里馬達沙質疑有關說法，指「殺死一名抗議者是否意味著使用最少的武力？」，並指：「這個兇殘和恐怖的政府今天所做的是鎮壓人民。」
4月24日，數千名大學生4月24日包圍總理马欣达·拉贾帕克萨的官邸，要求他辭職。
4月28日，斯里蘭卡數百個工會發起總罷工，要求總統戈塔巴亞·拉賈帕克薩及其政府下台。工會領導人指，若總統和政府不辭職，他們將從下週五開始持續罷工。與此同時，主要反對黨領袖薩茲·普里馬達沙正領導一場為期六天的遊行，在周日（5月1日）之前進入首都，以配合當地五一慶祝活動同時進行。
5月1日，最大在野黨團結人民力量（SJB）號召在首都科倫坡獨立廣場舉行大型示威，演講者接連上台呼籲驅逐戈塔巴亞·拉賈帕克薩及其執政家族。斯里蘭卡主要左派政黨「人民解放陣線」（JVP）亦在科倫坡1個火車站外示威，堅決要求政府下台，提前舉行大選。「人民解放陣線」人士揮舞紅旗高喊：「戈塔回家、戈塔回家。」 其他較小的反對黨也在科倫坡與各省首府示威。
5月6日，學生試圖衝擊國民議會，並要求拉賈帕克薩辭職，警方使用催淚彈和高壓水槍將其驅散。斯里蘭卡總統宣布從午夜起進入緊急狀態，是五週內第二次。緊急狀態賦予安全部隊擁有廣泛的權力，並可以在沒有司法監督的情況下長期逮捕和拘留嫌疑人，除警察外，它還允許部署部隊來維持法律和秩序。緊急狀態引起了部分人的批評，反對黨領袖薩茲·普里馬達沙表示，該措施「與尋求任何解決危機的辦法背道而馳」。同日的一次特別會議上，總理馬欣達·拉賈帕克薩向被他的兄弟，即總統戈塔巴雅·拉賈帕克薩要求辭職，以安撫自3月以來數千人走上街頭的示威者。
5月9日，當地發生嚴重暴力事件，雖然當局實施全國宵禁，並部署了數千名士兵和警察來執行宵禁令，但仍發生嚴重致命衝突，衝突中有5人死亡，近200人受傷。总理马欣达·拉贾帕克萨宣布辞职。5月10日，抗议者强行进入总理官邸，试图冲进拉贾帕克萨躲藏的地方。马欣达·拉贾帕克萨在軍隊的護送下從官邸撤離。同時宵禁延续至5月11日7时。
5月10日，政府命令軍隊向任何搶劫公共財產或造成「生命傷害」的人開火。
6月18日，斯里蘭卡官員稱軍方首次開槍應對發生在油站的動亂。斯里蘭卡各地出現前所未見搶購汽油和柴油的人龍和車龍。隨着油站內無油可加，司機們發動抗議，緊張情勢升溫已導致軍民衝突。政府須出動武裝警察和軍隊保護油站。
7月9日，示威者突破了安全路障，冒著催淚彈和高壓水槍進入總統戈塔巴雅·拉賈帕克薩在科倫坡的官邸，據報他已經離開了其住所，並有超過10萬人聚集在外面，要求總統他因處理該國經濟危機而辭職。有傳媒引述國防部官員消息指，總統被護送到遠離大院的安全地帶，轉移至其他地方，而打給總統秘書和傳媒單位的電話則無人接聽。当天晚些时候，总理拉尼尔·维克勒马辛哈宣布就事件辞职，为跨党派政府让路。其位於科倫坡的住宅遭到縱火。总统拉贾帕克萨则在当天晚些时候透过议会议长确认将于7月13日辞职。斯里兰卡投资促进部部长、农业部部长等多位部长相继宣布辞职。隨後总统拉贾帕克萨離開斯里蘭卡，流亡至馬爾代夫。
7月13日，已經流亡至馬爾代夫的斯里蘭卡總統戈塔巴雅·拉賈帕克薩指示總理拉尼尔·维克勒马辛哈暫代總統職務，不過示威者仍然不滿，要求維克勒馬辛哈立即下台。斯里兰卡总理办公室表示，該國進入緊急狀態，並下令全國宵禁，直至當地星期四（7月14日）早上五點。當日13日稍晚的時候，示威者闖入總理府，他們拆除總理府大門，軍方以大量催淚彈嘗試驅散，但仍被不斷湧入的民眾突破，最終示威者佔領了總理府，有人在總理辦公室及露臺上揮舞斯里蘭卡國旗，亦有人在總理辦公室內到處拍照留念。
7月14日，戈塔巴雅·拉賈帕克薩轉抵新加坡，晚間，新加坡官方證實總統已抵達，並於同日以電郵向國會辭職。示威者於總統官邸佔據多天，隨着總統宣布辭職，示威者於15日紛紛在街頭慶祝，並且示威者同意结束佔據以及離開官方建筑物。對此，斯里蘭卡國會議長正式宣布，拉賈帕克薩已辭職下台。

## 海外示威
美国
發生了幾場抗議活動，其中一場在戈塔巴亞·拉賈帕克薩的兒子在洛杉磯的住所外舉行，抗議者要求他將父親接回美國，另一場活動發生在密蘇里州的哥倫比亞。
 英国
有群眾在倫敦的斯里蘭卡駐英國高級專員公署前舉行了抗議活動。
墨爾本的聯邦廣場爆發了抗議活動。珀斯、布里斯班和悉尼等其他城市也有人組織了抗議活動。
 新西兰
奧克蘭的惠靈頓山爆發了抗議活動。
 馬爾地夫
在馬爾代夫工作的斯里蘭卡人於7月13日在馬爾代夫首都馬累舉行抗議活動，敦促當地政府不要為戈塔巴亞·拉賈帕克薩提供庇護。
 新加坡
在戈塔巴亞·拉賈帕克薩逃亡新加坡後，當地在野黨人民之聲政治人物普拉布（Prabu Ramachandran）和梁實軒於7月16日下午在芳林公園的演说者之角舉行了一場示威活動，要求公開拉賈帕克薩的銀行賬戶資料並希望當局為允許其入境做出解釋。只有1人實際到場支持，另有約20人在網上觀看現場直播。

## 國際反應
联合国
聯合國人權理事會表示，它正在密切關注局勢，並表示：“斯里蘭卡向軍事化的趨勢以及制度制衡的削弱影響了該國有效應對經濟危機的能力”。
聯合國駐斯里蘭卡協調員哈娜·辛格和美國駐斯里蘭卡大使鄭智允譴責了在蘭布卡納發生的槍擊事件，並敦促維護和平、法律和秩序。
 欧洲联盟
4月8日，歐盟表示一直在監測斯里蘭卡的局勢和最近的事態發展，並表示：“我們強調局勢極為緊急，這要求當局與國際貨幣基金組織就需要進行的改革展開深入討論。使斯里蘭卡經濟重回可持續發展道路”。歐盟代表團與歐盟成員國外交使團於4月8日發表聯合聲明。
5月10日，歐盟表示正密切關注事態發展，對有民眾死傷感到遺憾，呼籲斯里蘭卡當局調查，追究煽動和施行暴力者的責任。
 德国
德國駐斯里蘭卡大使霍爾格·蘇伯特將抗議活動比作兩德統一期間發生的抗議活動，稱讚抗議活動以和平方式進行。
 挪威
挪威駐斯里蘭卡大使 Trine Joranli Eskedal呼籲4月19日斯里蘭卡的槍擊事件進行獨立調查，同時敦促維護和平抗議的權利。
 梵蒂冈
5月11日，教宗方濟各呼籲斯里蘭卡人民以和平方式表達他們的聲音，説：「我與宗教當局一起敦促各方保持和平態度，不屈服於暴力」，並呼籲政治領導人聽取他們的要求，説：「我呼籲所有有責任的人傾聽人民的願望，並確保充分尊重人權和公民自由」 。
 美国
美國國務院發言人普萊斯表示，關注斯里蘭卡出動軍隊，亦深切關注有報告指和平示威者遭暴力對待，呼籲全面調查煽動及參與暴力事件的人，亦促斯里蘭卡政府處理民怨。
美國駐斯里蘭卡大使鄭智允和聯合國駐地協調員Hanaa Singer-Hamdy敦促各方保持克制，並呼籲當局確保人民和平抗議的權利。鄭智允還呼籲4月19日斯里蘭卡的槍擊事件進行獨立調查。
 英国
英國駐斯里蘭卡高級專員莎拉·侯頓呼籲4月19日斯里蘭卡的槍擊事件進行獨立調查，同時敦促維護和平抗議的權利。
 中华人民共和国
中国外交部发言人則表示，中方高度关注斯里兰卡当前局势的发展，真诚希望斯里兰卡各界从国家和人民的根本利益出发，保持团结、维护稳定、共克时艰，早日恢复斯里兰卡的政治和经济稳定。

## 评论
《联合早报》社论认为，该事件标志斯国即将步入失败国家行列，并将示威者占领总统府与穆罕默德·布瓦吉吉自焚事件相类比，担忧在2019冠状病毒病疫情引发的经济衰退、2022年俄罗斯入侵乌克兰造成的粮食危机、全球供应链危机及通货膨胀等多重因素影响下形成的完美风暴会在区域内如孟加拉国、缅甸、老挝等脆弱国家激起如阿拉伯之春的连锁反应。